# 朱熹

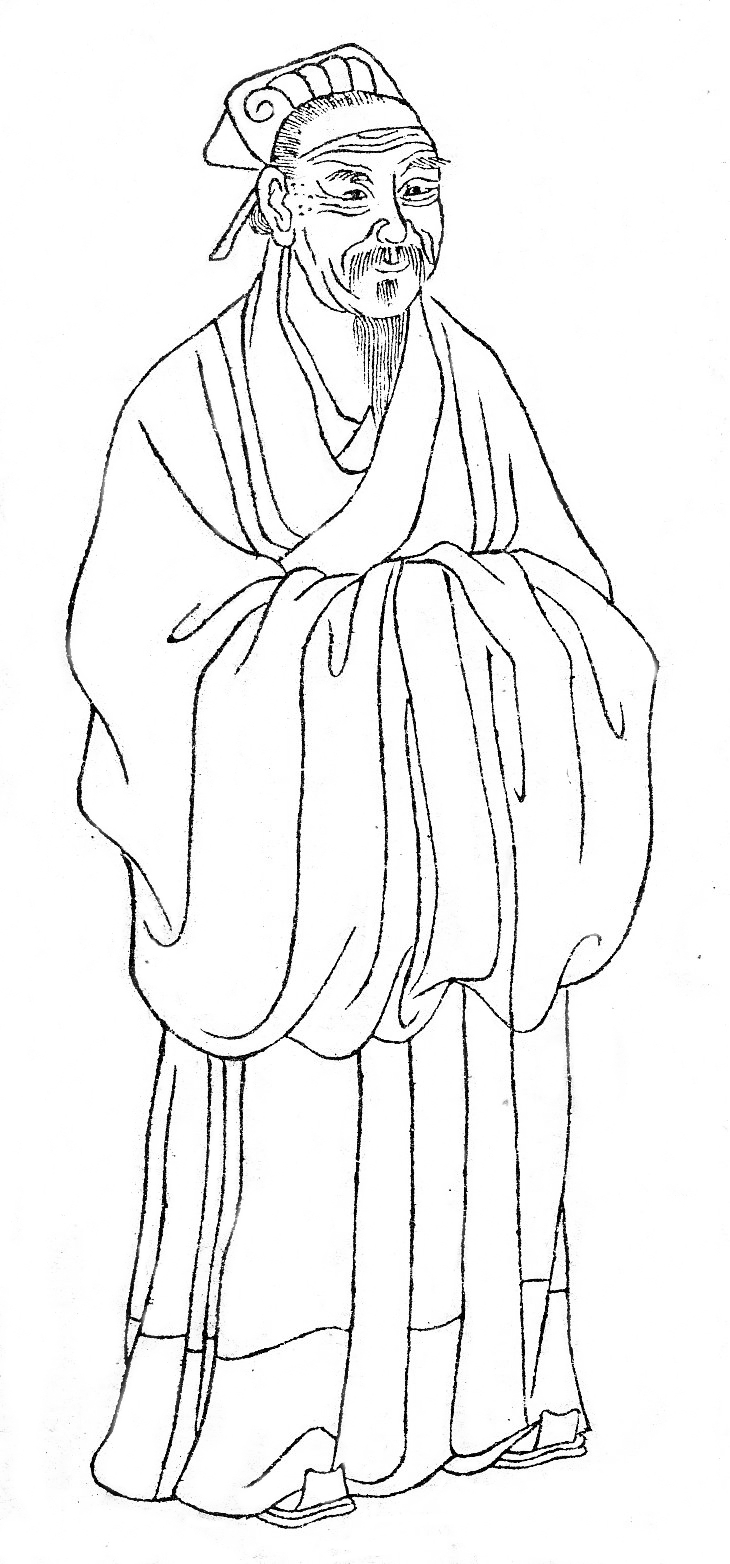
朱熹

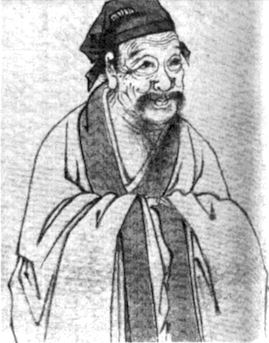
朱熹

朱 熹（しゅ き、建炎4年9月15日〈1130年10月18日〉- 慶元6年3月9日〈1200年4月23日〉）は、中国南宋の儒学者。字は元晦または仲晦。号は晦庵・晦翁・雲谷老人・遯翁・紫陽など。諡は文公。朱子（）と尊称される。
本籍地は歙州（後の徽州）婺源県（現在の江西省上饒市婺源県）。南剣州尤渓県（現在の福建省三明市尤渓県）に生まれ、建陽（現在の福建省南平市建陽区）の考亭にて没した。儒教の精神・本質を明らかにして体系化を図った儒教の中興者であり、「新儒教」の朱子学の創始者である。
「五経」への階梯として、孔子に始まり、孟子へと続く道が伝えられているとする「四書」を重視した。
その一つである『論語』では、語義や文意にとどまる従来の注釈には満足せず、北宋の程顥・程頤の兄弟と、その後学を中心とし、自己の解釈を加え、それまでとは一線を画す新たな注釈を作成した。

## 生涯

### 父の朱松
朱熹の祖先は、唐末から五代十国時代の呉にかけての朱瓌（またの名は古僚、字は舜臣）という人が、兵卒三千人を率いて婺源（ぶげん、現在の江西省上饒市婺源県）の守備に当たり、そのまま住み着いたことに始まるという。その8世の子孫が朱熹の父の朱松（1097年 - 1143年）である。
朱松は、字は喬年、歙州婺源県の生まれ。政和8年（1118年）、22歳の時に科挙に合格し、建州政和県の県尉に赴任した。その後、宣和5年（1123年）に南剣州尤渓県（現在の福建省三明市尤渓県）の県尉に任命されたが、建炎元年（1127年）に靖康の変が勃発し、金軍の侵攻が始まった。金軍来襲の情報により、福建の北部山間地を妻とともの転々とし、尤渓県の知り合いの別荘に身を寄せ、その奇遇先で朱熹が生まれた。建炎4年9月15日（1130年10月18日）のことである。朱熹の母は歙州の歙県の名家の一族である祝氏で、31歳の時に朱熹を生んだ。
その後しばらく朱松は山間地帯で暮らしていたが、中央から視察に訪れた官僚に認められ、朝廷への進出の契機を得る。朱松は金軍に対する主戦論を唱え、高い評価を得た。紹興7年（1137年）に臨安府に召されると、秘書省校書郎、著作佐郎尚書吏部員外郎、史館校勘といって官に就き、翌年には妻と朱熹も臨安に行った。しかし、金軍が勢力を増すにつれて主戦派は劣勢となり、これは秦檜が政権を握ると決定的になった。朱松は同僚と連名で反対論を上奏したが聞き入れられず、秦檜に嫌われると、紹興10年（1140年）に中央政界から追われて饒州知州に左遷された。朱松はこれを拒否し、建州崇安県の道教寺院の管理職となった。
地方に戻った朱松は、息子の朱熹に二程子の学を教えた。朱松はもともと羅従彦を通して道学を学び（羅従彦の師は程門の高弟である楊時）、これを朱熹に伝えたのであった。朱松は3年後の紹興13年（1143年）に47歳で死去した。朱松は朱熹に対して、自分の友人であった胡憲（胡安国の従子）・劉勉之・劉子翬（崇安の三先生）のもとで学び、彼らに父として仕えるように遺言した。
なお、母の祝氏は乾道5年（1169年）に70歳で死去した。

### 科挙合格まで
朱熹は、字は元晦または仲晦。幼い頃から勉学に励み、5歳前後の頃に「宇宙の外側はどうなっているのか」という疑問を覚え、考え詰めた経験があった。父の死後は胡憲・劉勉之・劉子翬のもとで学んだ。朱熹はこの三先生に数年間師事し、直接指導を受けるという恵まれた環境で成長した。ここで朱熹は「為己の学」（自分の生き方の切実な問題としての学問）という方向性が決定づけられ、また一時期禅宗に傾斜した時期もあった。同時に儒教の古典の勉学に励み、18歳の秋に建州で行われた解試（科挙の第一段階の地方予備試験）に合格すると、紹興18年（1148年）、19歳の春に臨安で行われた科挙の本試験の合格し、進士の資格を与えられた。同年の合格者には、『遂初堂書目』の著者として知られる尤袤もいる。
朱熹は科挙に合格すると読書の幅を広げ、『楚辞』や禅録、兵法書、韓愈や曾鞏の文章などを読み、学問に没入した。朱熹はこの頃からすでに、従来の経書解釈に疑念を持つことがあった。

### 同安時代
朱熹は24歳の頃、泉州同安県（現在の福建省廈門市同安区）に主簿として赴任し、持ち前の几帳面さで県庁内の帳簿の処理に当たった。また、県の学校行政を任せられ、教官の充実や書籍の所蔵管理に当たった。朱熹の文集には、彼が出題した試験問題が30余り記録されている。主簿の務めは、赴任して4年目の紹興26年（1156年）7月に任期が来たが、後任が来ないのでもう一年だけ勤め、それでも後任がやってこないために自ら辞した。
この間、朱熹は李侗（李延平）と出会い、師事した。李侗は父と同じく羅従彦に教えを受け、「体認」（身をもって体得すること）の思想、道理が自分の身体に血肉化された深い自得の状態を重視した。それまで朱熹は儒学と共に禅宗も学んでいたが、彼の禅宗批判を聞いて同調し、禅宗を捨てることとなった。朱熹は24歳から34歳に至るまで彼の教えを受け、大きな影響を受けた。

### 張栻との出会い
紹興27年（1157年）、朱熹は同安を去ると、翌年には母への奉養を理由に祠禄の官を求め、12月に監潭州南学廟に任命された。朱熹は、これから50歳までの20年間、実質的には官職に就かず、家で読書と著述と弟子の教育に励んだ。朱熹の官歴は、50年のうち地方官として外にいたのが9年、朝廷に立ったのは40日で、他はずっと祠禄の官に就いていた。
隆興元年（1163年）朱熹34歳の時、師であった李侗が逝去するが、この頃張栻と知り合い、以後二十年近い交遊の間に互いに強い影響を与え合った。両者が実際に対面したのは数回だが、手紙のやり取りは50通以上に及んでいる。張栻は、湖南学の流れを汲み、察識端倪説（心が外物と接触して発動する已発の瞬間に現れる天理を認識し、涵養せよとする説）を唱え、「動」に重点を置いた修養法を説いた。乾道3年（1167年）には、朱熹が長沙の張栻の家を訪問し、ともに衡山に登り、詩の応酬をした。朱熹は張栻の「動」の哲学に大きな影響を受け、この時期には察識端倪説に傾斜していた。

### 四十歳の定論確立
しかし、乾道5年（1169年）春、友人の蔡元定と議論をしている時、自身が誤った解釈をしてきたことに気が付き、大きく考えを改めた。従来、朱熹は察識端倪説を信じ、「心を已発」「性を未発」と考え、心の発動の仕方が正か邪かを省察する、という修養の方法にとらわれていた。しかし、ここに至って朱熹は、心は未発・已発の二つの局面を持っており、心の中に情や思慮が芽生えない状態が「未発」、事物と接触し情や思慮が動いた状態が「已発」であると認識を改めた。
これにより、未発の状態でも心を平衡に保つための修養が必要であることになり、朱熹はかつて李侗に教わった「静」の哲学がこれに当たると気が付いた。朱熹は、李侗の「静」の哲学を根底に据えた上で、已発の場での修養として張栻の「動」の哲学を修正しながら組み合わせた。後世、これをもって朱熹思想の「定論」が成立したとされる。これを承けて、張栻の側も認識を改め、朱熹の説に接近した。

### 鵝湖の会

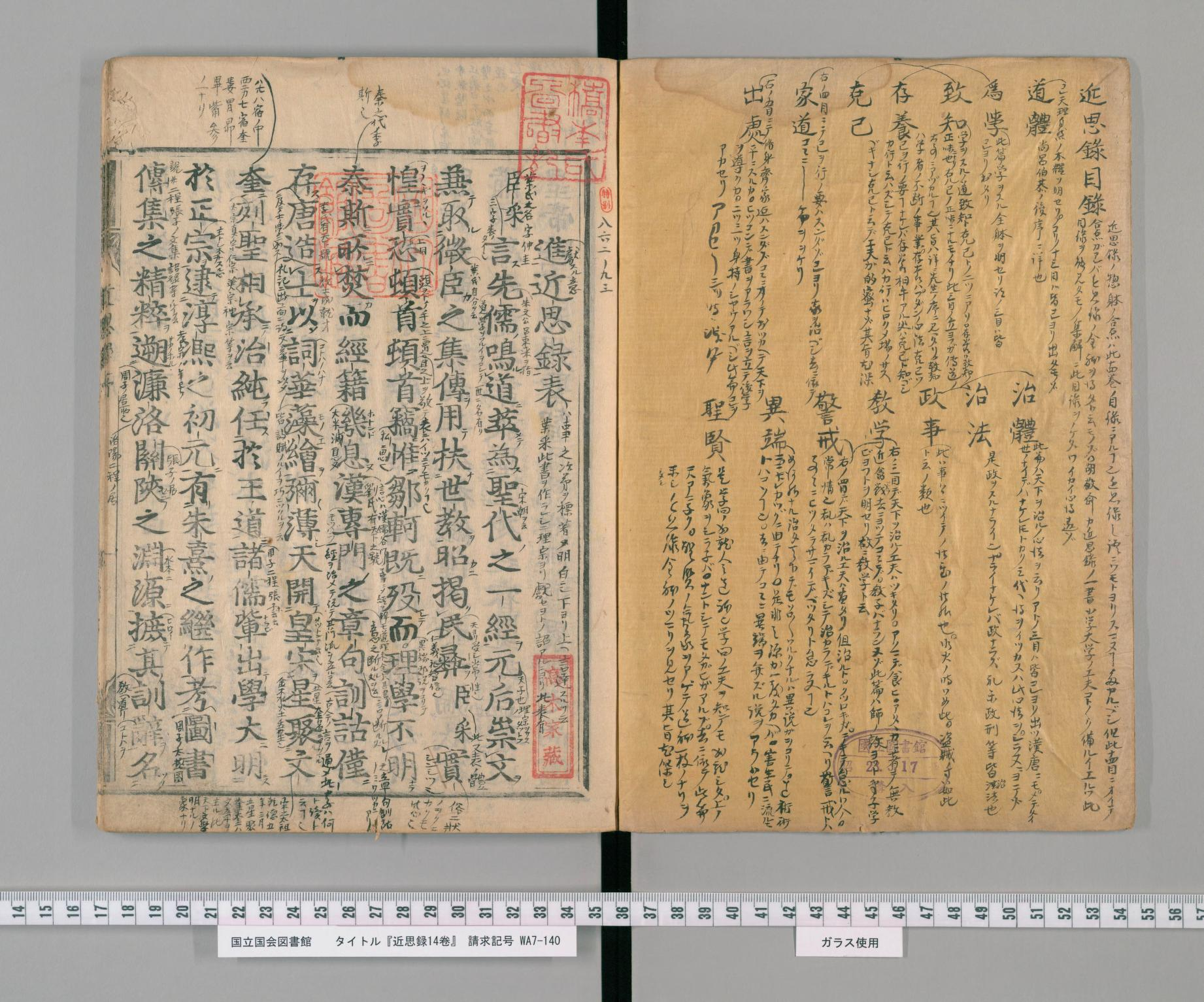
国立国会図書館デジタルコレクション
朱子学入門書である『近思録』の和刻本（寛永年間の古活字版）。

朱熹は40代の頃、著作活動に最も励んだ。39歳に『程氏遺書』の編集、40歳に周敦頤『太極図説』『通書』（50歳の時に再校定）、41歳に張載『西銘』の注解（『西銘解』、以後も改訂し59歳で刊行）、42歳に『知言疑義』、43歳に『八朝名臣言行録』『資治通鑑綱目』、44歳に『伊洛淵源録』『程氏外書』、45歳に『古今家祭礼』、46歳に『近思録』、48歳に『四書集注』とその『或問』（その後も改訂を続ける）、49歳に『詩集伝』（57歳定本）を著した。
淳熙2年（1175年）4月、同安時代から交友のあった呂祖謙とともに『近思録』の執筆に当たったのち、彼の仲介で陸象山とその兄の陸九齢と会見した。これが後に言う鵝湖の会であり、対照的な思想を唱える両者は激しい議論を交わした。結果、兄の陸九齢の思想はのちに朱熹に接近したが、陸象山の思想は変わらず、両者の調停はならなかった。ただし、両者は互いを好敵手であると認識しており、賛辞の言葉も与えている。

### 政治家として

廬山の白鹿洞書院朱熹像

乾道4年（1168年）に発生した建寧府の大飢饉に際して粟600石を貸し与えて民を救済し、その後も飢饉に応じて利息を加減しながら貸付を継続した。この社倉は「飢饉時に食を欠く者なし」と称される成功を収め、朱熹は孝宗に社倉法を献じてこれを全国で行わしめた。後にこの制度は朱子学を通じて江戸時代の日本に伝播して、各地に義倉が設けられることとなる。
淳熙5年（1178年）、朱熹49歳の時、宰相の史浩によって知南康軍の辞令を受けた。朱熹は何度も辞退したが、何度も推薦を受け、結局翌年3月に南康軍に赴いた。朱熹はここに二年間在職し、学校制度の整備、郷土の先覚者の顕彰、減税の請願、旱魃の対策などに奔走し、民生の安定に尽力した。特に、廬山の白鹿洞書院の復興に着手し、図書の充実を朝廷に願い、陸象山の講演を実現するなど、大きな功績を残した。なお、この頃から朱熹は脚の病に侵され、晩年に至るまで苦しんだ。
淳熙7年（1180年）、朱熹は孝宗に対して「庚子応詔封事」と呼ばれる上書を奉り、重税を省くこと、余分な軍事力を割くことを述べ、更に今の政治が皇帝によるものではなく、数人の権臣によって牛耳られていることを批判した。翌年、南康軍での手腕を認められた朱熹は提挙江南西路常平茶塩公事（江西省の茶塩の監督官の待次差遣）に任命され、また直秘閣（宮廷図書館の責任者）を与えられた。同年に浙東で飢饉が発生したため、朱熹は改めて提挙両浙東路常平茶塩公事に任命された。ここで朱熹は、絶えず管内を巡回し、飢饉対策と官吏の不正の摘発に励んだ。12月には、自身の崇安での経験に基づき、「社倉事目」を奏上し、各地に社倉が設置されることになった。
淳熙9年（1182年）7月、朱熹は台州知事（台州の治所は現在の浙江省台州市臨海市）の唐仲友が不正を働いたとして弾劾し、その罷免を朝廷に要求した。朱熹の弾劾は激しく執拗であり、朝廷がなかなか動かないのを見て、脅迫的な自身の罷免状を送り付けたほどであった。但し、唐仲友が実際にどれほど悪辣な行為があったのかは定かでなく、朱熹がここまで執拗に攻撃した理由は明らかでない。この事件によって、台州知事から江西提刑に移っていた唐仲友は罷免され、6年後の他界まで家で過ごした。この江西提刑のポストは朱熹に回されたが、朱熹はこれを辞退し、郷里に帰った。

### 偽学の禁

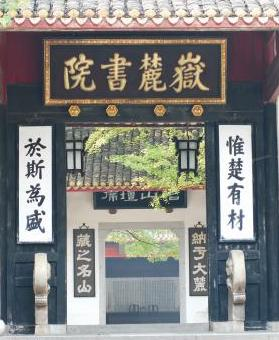
嶽麓書院

53歳の時に郷里に帰った朱熹は、これから8年ほどは公務から遠ざかり、祠禄の官をもらって家で学業に励んだ。50代の著作として『易学啓蒙』『孝経刊誤』『詩集伝』『小学書』などがあり、次第に『四書』から『五経』へと研究対象が移行した。陸象山との無極太極論争や、陳亮との義利王覇論争が交わされたのもこの時期である。
淳熙16年（1189年）、孝宗が退位しその子の光宗が即位する。その翌年、朱熹は漳州知事に一年間赴任し、経界法の実施を試みたが、在地の土豪の反発を受けて上手く行かず、一年で離任する。また、紹熙4年（1193年）には潭州知事として3カ月間赴任し、張栻と縁の深い嶽麓書院を修復した。

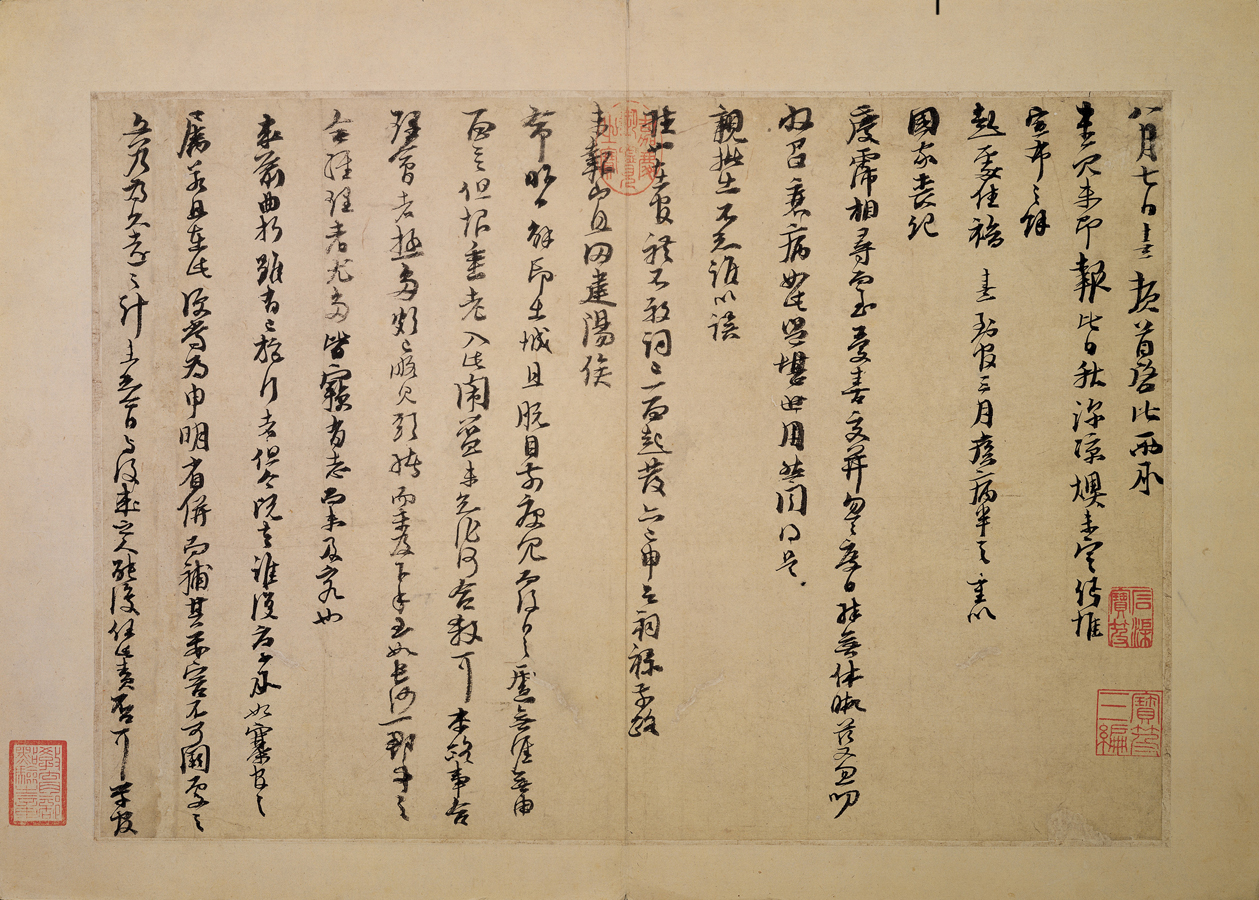
朝廷で再任されるために知事を辞めた際、朱熹が部下に地方行政について指示した書（1194年）

紹熙5年（1194年）、寧宗が即位すると、宰相の趙汝愚の推挙もあって寧宗は朱熹に強い関心を寄せ、煥章閣待制兼侍講（政治顧問）として朱熹を抜擢する。朱熹は、皇帝への意見具申や経書の講義などを積極的に行ったが、韓侂冑の怒りを買ってわずか45日で中央政府を追われ、郷里に戻った。その帰り道で、江西の玉山にて晩年の思想の集約であるとされる「玉山講義」を行った。
慶元元年（1195年）、趙汝愚は失脚し、韓侂冑が独裁的な権限を握るようになり、「偽学の禁（慶元の党禁）」と呼ばれる弾圧が始まった。これによって道学は「偽学」として排撃され、道学者の語録は廃棄処分、科挙においても道学風の回答は拒絶された。この弾圧中には、道学派を弾劾すれば自分の官職が上がったため弾圧は激化し、朱熹も激しい弾劾に晒された。
慶元6年3月9日（1200年4月23日）、そうした不遇の中で朱熹は建陽の考亭で71歳の生涯を閉じた。朱熹の臨終の前後の様子は、蔡沈の「夢奠記」に記録されている。

## 朱子の業績

### 経書の整理

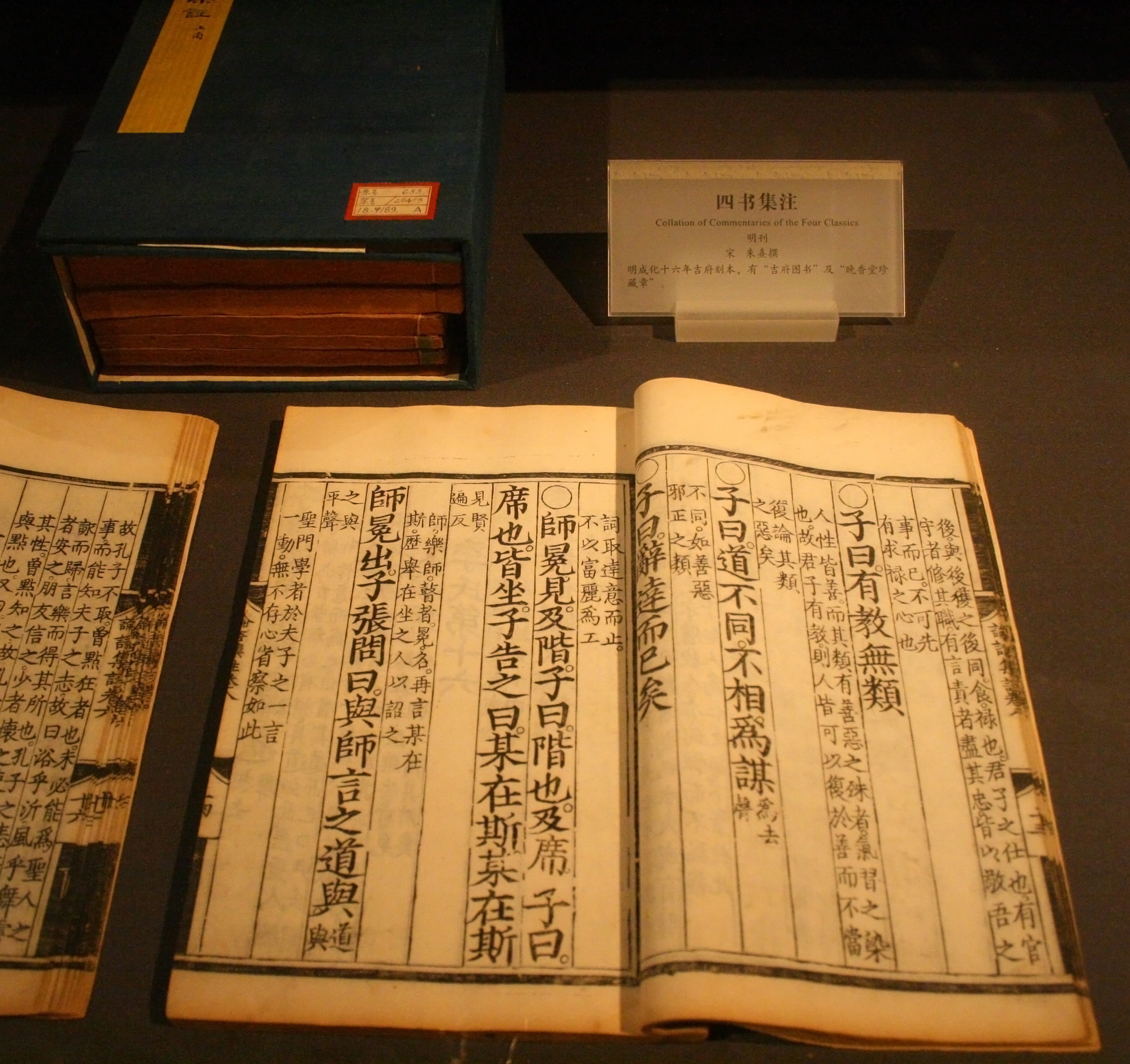
四書集注

『論語』・『孟子』・『大学』・『中庸』（『礼記』の一篇から独立させたもの）のいわゆる「四書」に注釈を施した。この四書への注釈は『四書集注』（『論語集注』『孟子集注』『大学章句』『中庸章句』）に整理され、後に科挙の科目となった四書の教科書とされて権威的な書物となった。これ以降、科挙の科目は“四書一経”となり、四書が五経よりも重視されるようになった。また、朱熹は経書を用いて科挙制度の批判を行った。朱熹は儀礼に関する研究も行っている。孔子の祭りである釈奠の儀礼を整備したり儒服の深衣の復元などに取り組んでいた。朱熹の儀礼の研究に関する書物としては『家礼』『儀礼経伝通解』がある。
朱熹は、五経に関しても注釈を施しており、『易経（周易）』に関する注釈書『周易本義』、『書経』に関する注釈書『書集伝』、『詩経』に関する注釈書『詩集伝』などがある。

### 後世への影響
朱熹の死後、朱子学の学術思想を各地にいた朱熹の弟子たちが広めた。最終的に真徳秀（1178年 - 1235年）と魏了翁（1178年 - 1237年）が活躍し、朱子学の地位向上に貢献し、淳祐元年（1241年）に朱子学は国家に正統性が認められた。このような朱子学の流れの中で、朱子学の影響を受け、考証学という学問が形成される。南宋末の王応麟の『困学紀聞』がとりわけ重要で、その博識ぶりは有名であり、朱熹に対して最大限の敬意を払っている。この時代の考証学は、後に博大の清朝考証学に受け継がれる
。
元代に編纂された『宋史』は、朱子学者の伝を「道学伝」として、それ以外の儒学者の「儒林伝」とは別に立てている。朱子学は身分制度の尊重、君主権の重要性を説いており、明によって行法を除く学問部分が国教と定められた。
13世紀には朝鮮に伝わり、朝鮮王朝の国家の統治理念として用いられる。朝鮮はそれまでの高麗の国教であった仏教を排し、朱子学を唯一の学問（官学）とした。
日本においても中近世、ことに江戸時代に、その社会の支配における「道徳」の規範としての儒学のなかでも特に朱子学に重きがおかれたため、後世にも影響を残している。

## 朱子の書

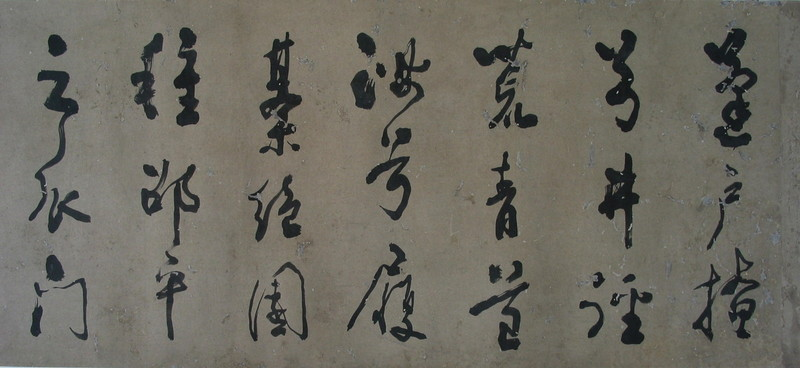
朱子の書

朱子は書をよくし画に長じた。その書は高い見識と技法を持ち、品格を備えている。稿本や尺牘などの小字は速筆で清新な味わいがあり、大字には骨力がある。明の陶宗儀は、「正書と行書をよくし、大字が最も巧みというのが諸家の評である。」（『書史会要』）と記している。
古来、朱子の小字は王安石の書に似ているといわれる。これは父・朱松が王安石の書を好み、その真筆を所蔵して臨書していたことによる。その王安石の書は、「極端に性急な字で、日の短い秋の暮れに収穫に忙しくて、人に会ってもろくろく挨拶もしないような字だ。」と形容されるが、朱子の『論語集注残稿』も実に忙しく、何かに追いかけられながら書いたような字である。よって、王安石の書に対する批評が、ほとんどそのまま朱子の書にあてはまる場合がある。
韓琦が欧陽脩に与えた書帖に朱子が次のような跋を記している。「韓琦の書は常に端厳であり、これは韓琦の胸中が落ち着いているからだと思う。書は人の徳性がそのまま表れるものであるから、自分もこれについては大いに反省させられる。（趣意）」（『朱子大全巻84』「跋韓公与欧陽文忠公帖」）朱子は自分の字が性急で駄目だと言っているが、字の忙しいのは筆の動きよりも頭の働きの方が速いということであり、それだけ着想が速く、妙想に豊富だったともいえる。
朱子は少年のころ、既に漢・魏・晋の書に遡り、特に曹操と王羲之を学んだ。朱子は、「漢魏の楷法の典則は、唐代で各人が自己の個性を示そうとしたことにより廃れてしまったが、それでもまだ宋代の蔡襄まではその典則を守っていた。しかし、その後の蘇軾・黄庭堅・米芾の奔放痛快な書は、確かに良い所もあるが、結局それは変態の書だ。（趣意）」という。また、朱子は書に工（たくみ）を求めず、「筆力到れば、字みな好し。」と論じている。これは硬骨の正論を貫く彼の学問的態度からきていると考えられる。
朱子の真跡はかなり伝存し、石刻に至っては相当な数がある。『劉子羽神道碑』、『尺牘編輯文字帖』、『論語集注残稿』などが知られる。

### 劉子羽神道碑
『劉子羽神道碑』（りゅうしうしんどうひ、全名は『宋故右朝議大夫充徽猷閣待制贈少傅劉公神道碑』）の建碑は淳熙6年（1179年）で、朱子の撰書である。書体はやや行書に近い穏健端正な楷書で、各行84字、46行あり、品格が高く謹厳な学者の風趣が表れている。篆額は張栻の書で、碑の全名の21字が7行に刻されている。張栻は優れた宋学の思想家で、朱子とも親交があり、互いに啓発するところがあった人物である。碑は福建省武夷山市の蟹坑にある劉子羽の墓所に現存する。拓本は縦210cm、横105cmで、京都大学人文科学研究所に所蔵され、この拓本では磨滅が少ない。
劉子羽（りゅう しう、1097年 - 1146年）は、軍略家。字は彦脩、子羽は諱。徽猷閣待制に至り、没後には少傅を追贈された。劉子羽の父は靖康の変に殉節した勇将・劉韐（りゅうこう）で、劉子羽の子の劉珙（りゅうきょう）は観文殿大学士になった人物である。また、劉子羽は朱子の父・朱松の友人であり、朱子の恩人でもある。朱松は朱子が14歳のとき他界しているが、朱子は父の遺言によって母とともに劉子羽を頼って保護を受けている。
劉珙が淳熙5年（1178年）病に侵されるに及び、父の33回忌が過ぎても立碑できぬことを遺憾とし、朱子に撰文を請う遺書を書いた。朱子は恩人の碑の撰書に力を込めたことが想像される。

### 尺牘編輯文字帖
『尺牘編輯文字帖』（せきとくへんしゅうもんじじょう）は、行書体で書かれた朱子の尺牘で、乾道8年（1172年）頃、鍾山に居を移した友人に対する返信である。内容は「著書『資治通鑑綱目』の編集が進行中で、秋か冬には清書が終わるであろう。（趣意）」と記している。王羲之の蘭亭序の書法が見られ、当時、「晋人の風がある。」と評された。紙本で縦33.5cm。現在、本帖を含めた朱子の3種の尺牘が合装され、『草書尺牘巻』1巻として東京国立博物館に収蔵されている。

### 論語集注残稿
『論語集注残稿』（ろんごしっちゅうざんこう）は、著書『論語集注』の草稿の一部分で淳熙4年（1177年）頃に書したものとされる。書体は行草体で速筆であるが教養の深さがにじみ出た筆致との評がある。一時、長尾雨山が蔵していたが、現在は京都国立博物館蔵。紙本で縦25.9cm。

## 有名な言葉
- 「少年易老学難成 一寸光陰不可軽　未覺池塘春草夢　階前梧葉已秋聲」という「偶成」詩は、朱熹の作として知られており、ことわざとしても用いられているが、朱熹の詩文集にこの詩は無い。平成期に入ってから、確実な出典や日本国内での衆知の経緯が詳らかになってきていることについては「少年老いやすく学なりがたし」の記事を参照。
- 精神一到何事か成らざらん

## 子孫
朱熹は朱塾・朱埜・朱在の三子があり、曾孫である朱潜は、南宋の翰林学士・太学士・秘書閣直学士の重臣を歴任するが、高麗に亡命して朝鮮の氏族新安朱氏の始祖となった。

## 朱熹の著作の翻訳・解説
- 石本道明; 青木洋司『論語　朱熹の本文訳と別解』明徳出版社、2017年。ISBN 978-4-89619-941-3。OCLC 1016002743。
- 市川安司『近思録』明治書院〈新釈漢文大系〉、1991年。ISBN 4-625-57037-9。OCLC 27647605。
- 梅原郁『宋名臣言行録』筑摩書房〈ちくま学芸文庫〉、1991年。ISBN 978-4-480-09712-5。
- 垣内景子; 恩田裕正 編『『朱子語類』訳注』汲古書院、2007年。ISBN 9784762913006。（順次刊行中）
- 島田虔次『大学・中庸』朝日新聞社〈新訂 中国古典選〉、1967年。 NCID BN01486027。
- 土田健次郎『論語集注』 全4巻、平凡社〈東洋文庫〉、2013年 - 2015年。ISBN 978-4-582-80841-4。OCLC 893481068。
- 吹野安『朱熹詩集伝全注釈』 1-9巻、石本道明、明徳出版社、1996年 - 1999年。ISBN 4-89619-421-7。OCLC 38097787。
- 湯浅幸孫『近思録』 全3巻、たちばな出版〈タチバナ教養文庫〉、1996年。ISBN 4-88692-603-7。OCLC 674668248。
- 今倉 章訳注 「全訳全注『孟子』朱子注 第一巻」 株式会社希望、2022年。ISBN 978-4909001047
- 今倉 章訳注 「全訳全注『孟子』朱子注 第二巻」 株式会社希望、2022年。ISBN 978-4909001054
- 今倉 章訳注 「全訳全注『孟子』朱子注 第三巻」 株式会社希望、2022年。ISBN 978-4909001061
- 今倉 章訳注 「全訳全注『孟子』朱子注 第四巻」 株式会社希望、2023年。ISBN 978-4909001078